# Janet Lynn
Janet Lynn Nowicki (Chicago, Illinois, 6 de abril de 1953) é uma ex-patinadora artística estadunidense. Ela conquistou uma medalha de bronze olímpica em 1972, e conquistou duas medalhas em campeonatos mundiais.

## Principais resultados
| Resultados                                            | Resultados    | Resultados    | Resultados        | Resultados        | Resultados      | Resultados       | Resultados        | Resultados       | Resultados      | Resultados    | Resultados    | Resultados    |
| Internacional                                         | Internacional | Internacional | Internacional     | Internacional     | Internacional   | Internacional    | Internacional     | Internacional    | Internacional   | Internacional | Internacional | Internacional |
| Evento/Temporada                                      | 1964– 1965    |               | 1966– 1967        | 1967– 1968        | 1968– 1969      | 1969– 1970       | 1970– 1971        | 1971– 1972       | 1972– 1973      |               |               |               |
| ----------------------------------------------------- | ------------- | ------------- | ----------------- | ----------------- | --------------- | ---------------- | ----------------- | ---------------- | --------------- | ------------- | ------------- | ------------- |
| Jogos Olímpicos                                       |               |               | 9.ª               |                   |                 |                  | Medalha de bronze |                  |                 |               |               |               |
| Campeonato Mundial                                    |               |               | 9.ª               | 5.ª               | 6.ª             | 4.ª              | Medalha de bronze | Medalha de prata |                 |               |               |               |
| Campeonato Norte-Americano                            |               |               |                   | Medalha de ouro   |                 | Medalha de prata |                   |                  |                 |               |               |               |
| Nacional                                              |               |               |                   |                   |                 |                  |                   |                  |                 |               |               |               |
| Campeonato dos Estados Unidos                         |               |               | Medalha de peltre | Medalha de bronze | Medalha de ouro | Medalha de ouro  | Medalha de ouro   | Medalha de ouro  | Medalha de ouro |               |               |               |
| Campeonato dos Estados Unidos – Júnior                | 8.ª           |               |                   |                   |                 |                  |                   |                  |                 |               |               |               |
|                                                       |               |               |                   |                   |                 |                  |                   |                  |                 |               |               |               |
| Legenda: Competição não foi disputada nesta temporada |               |               |                   |                   |                 |                  |                   |                  |                 |               |               |               |